# The Mystery of the Double Cross
The Mystery of the Double Cross è un serial cinematografico del 1917 diretto da William J. Parke e da Louis J. Gasnier. Basato sul romanzo The Double Cross di Gilson Willets, aveva come interpreti principali Mollie King, Léon Bary e Ralph Stuart. Il serial fu prodotto dalla Astra Film in quindici episodi di due rulli ciascuno per una durata complessiva di circa trecentocinquanta minuti.

## Produzione
Il film fu prodotto dall'Astra Film.

## Distribuzione
Distribuito dalla Pathé Exchange, il serial uscì nelle sale cinematografiche USA il 18 marzo 1917. In Francia, con il titolo Le Mystère de la double croix fu distribuito dalla Pathé Frères il 13 settembre 1918 e in Portogallo (dove sono presenti due titoli alternativi: A Menina do Sinal e O Mistério da Cruz Dupla), il 29 giugno 1920.

### Uscite degli episodi negli USA
1. episodio The Lady in Number '7': 18 marzo 1917
2. episodio The Masked Stranger: 25 marzo 1917
3. episodio An Hour to Live: 1º aprile 1917
4. episodio Kidnapped: 8 aprile 1917
5. episodio The Life Current: 15 aprile 1917
6. episodio The Dead Come Back: 22 aprile 1917
7. episodio Into Thin Air: 29 aprile 1917
8. episodio The Stranger Disposes: 6 maggio 1917
9. episodio When Jail Birds Fly: 13 maggio 1917
10. episodio The Hole-in-the-Wall: 20 maggio 1917
11. episodio Love's Sacrifice: 27 maggio 1917
12. episodio Riddle of the Double Cross: 3 giugno 1917
13. episodio The Face of the Stranger: 10 giugno 1917
14. episodio The Hidden Brand: 17 giugno 1917
15. episodio Mystery of the Double Cross: 24 giugno 1917

### Distribuzione e conservazione
Copia della pellicola viene conservata negli archivi della Library of Congress, del Public Archives of Canada/Dawson City e in collezioni private. Il serial è stato distribuito in VHS da diverse compagnie: dalla Finders Keepers Video, dalla Grapevine Video, dalla Stokey Video e, nel 2006, in DVD dalla Sunrise Silents.